# Nikolai Ljuzianowitsch Orlow
Nikolai Ljuzianowitsch Orlow (russisch Николай Люцианович Орлов, wiss. Transliteration Nikolaj Ljucianovič Orlov, eng. Nikolai Lutseranovich Orlov; * 12. Juni 1952 in Tscherkassy, Sowjetunion) ist ein sowjetischer beziehungsweise russischer Herpetologe. Er gilt als Experte auf dem Gebiet des Studiums und der Erhaltung der Biodiversität der paläarktischen und indo-malaiischen Amphibien und Reptilien.

## Leben
Von 1970 bis 1978 arbeitete Orlow in der Abteilung für Herpetologie des Leningrader Zoos. 1978 wurde er Forscher am Labor für Ornithologie und Herpetologie des Zoologischen Instituts der Akademie der Wissenschaften der Sowjetunion. 1985 war er Absolvent der Staatlichen Pädagogischen Herzen Universität St. Petersburg. 1997 wurde er Nachwuchsforscher und seit 2021 ist er leitender Forscher des Zoologischen Instituts der Russischen Akademie der Wissenschaften. 2006 verteidigte er unter der Leitung von Ilja Sergejewitsch Darewski seine Dissertation mit dem Thema Die Amphibienfauna Vietnams: Verbreitung, taxonomische und ökologische Vielfalt und wurde zum Kandidaten der biologischen Wissenschaften am Zoologischen Institut der Staatlichen Universität Sankt Petersburg promoviert.
Orlows Interessen umfassen die Amphibien und Reptilien der paläarktischen und orientalischen Regionen Asiens sowie die Biodiversität, Biogeographie, Ökologie, Taxonomie, Phylogenie, den Naturschutz und die Zucht in menschlicher Obhut.
Orlow unternahm mehr als 60 Exkursionen nach Kasachstan, Usbekistan, Tadschikistan, Turkmenistan, Georgien, Armenien, Aserbaidschan, Nordkaukasus, Ukraine, Republik Moldau, Sibirien, Ferner Osten Russlands, Kurilen, Transbaikalregion, Mongolei, nach Vietnam, Thailand, Laos, Nepal und Indien.
Als Mitglied der sowjetisch-mongolischen biologischen Expeditionen trug Orlow zwischen 1982 und 1989 eine Sammlung von Reptilien und Amphibien zusammen, von der ein bedeutender Teil in das Zoologische Museum der Staatlichen Universität Moskau gelangte.
In den 1970er Jahren sowie ab Mitte der 1980er Jahre arbeitete Orlow an Methoden der Nachzucht von seltenen und gefährdeten Amphibien- und Reptilienarten in Gefangenschaft. Von 1974 bis 1982 widmete er sich der fernöstlichen Herpetofauna. Seit 1978 erforscht er die Taxonomie, die Biogeographie und die Ökologie von Vipern und Nattern des Kaukasus, Mittelasiens und des Fernen Ostens.
Orlow ist mit der Herpetologin Natalija Borissowna Ananjewa (* 1946) verheiratet.

## Dedikationsnamen
Nach Orlow sind die Froschart Rhacophorus orlovi Ziegler & Köhler, 2001, die Vipernart Vipera orlovi Tuniyev & Ostrovskikh, 2001, die Agamenart Bronchocela orlovi Hallermann, 2004 und die Geckoart Cyrtodactylus orlovi Do, Phung, Ngo, Le, Ziegler, Pham & Nguyen, 2021 benannt.